# Instinto (álbum)
Instinto é o sexto álbum de estúdio do cantautor português Mickael Carreira, o primeiro editado pelo cantor junto à Universal Music Portugal e marca os dez anos de carreira do artista. O disco foi lançado a 11 de novembro de 2016 com um concerto no Coliseu do Porto onde suas canções foram apresentadas pela primeira vez. O álbum entrou diretamente para o top 3 dos álbuns mais vendidos em Portugal na semana de lançamento.

## Lista de faixas
| CD             |                                               |         |  |
| N.º            | Título                                        | Duração |  |
| 1.             | "Imaginamos"                                  | 3:29    |  |
| 2.             | "Onde Errei"                                  | 3:27    |  |
| 3.             | "Só Me Faltas Tu"                             | 2:59    |  |
| 4.             | "Fácil"                                       | 2:46    |  |
| 5.             | "Ya Ya Ya (part. Sebastian Yatra)"            | 3:19    |  |
| 6.             | "Amor"                                        | 3:24    |  |
| 7.             | "Como Esquecer"                               | 4:04    |  |
| 8.             | "Señorita Buena (part. El Micha)"             | 2:48    |  |
| 9.             | "Mentira"                                     | 3:23    |  |
| 10.            | "Sei Que Pensas Em Mim (part. Diogo Piçarra)" | 3:31    |  |
| 11.            | "Porque Sem Ti Não Dá"                        | 3:12    |  |
| 12.            | "Agora Estou Bem"                             | 3:08    |  |
| Duração total: | Duração total:                                | 39:30   |  |

## Singles
Seu primeiro single foi a canção "Fácil" lançada a 2 de setembro de 2016. No teledisco da canção, Mickael interpreta um nerd que conquista a rapariga mais bonita de uma festa na piscina. O teledisco foi produzido por Jowan e Rolo e com coprodução de Mosty, tendo como base uma ideia original do cantor.
O segundo single a ser lançado foi “Imaginamos”, canção co escrita por Carreira e Diogo Piçarra, Ben Monteiro, Alex D’Alva Teixeira e Vasco Ramos. O single seguinte seria “Ya Ya Ya”, tema que conta com a colaboração de Sebastian Yatra, jovem revelação da música colombiana. Depois de ter sido lançado o single, o videoclip foi apresentado dia 31 de março de 2017 num evento no Metro do Cais do Sodré.

## Posições
| Tabelas (2016) | Posições |
| -------------- | -------- |
| Portugal - AFP | 3        |